# Sawallja (Holowaniwsk)
Sawallja (ukrainisch Завалля; russisch Завалье Sawalje) ist eine Siedlung städtischen Typs im Westen der ukrainischen Oblast Kirowohrad mit etwa 4600 Einwohnern (2019).

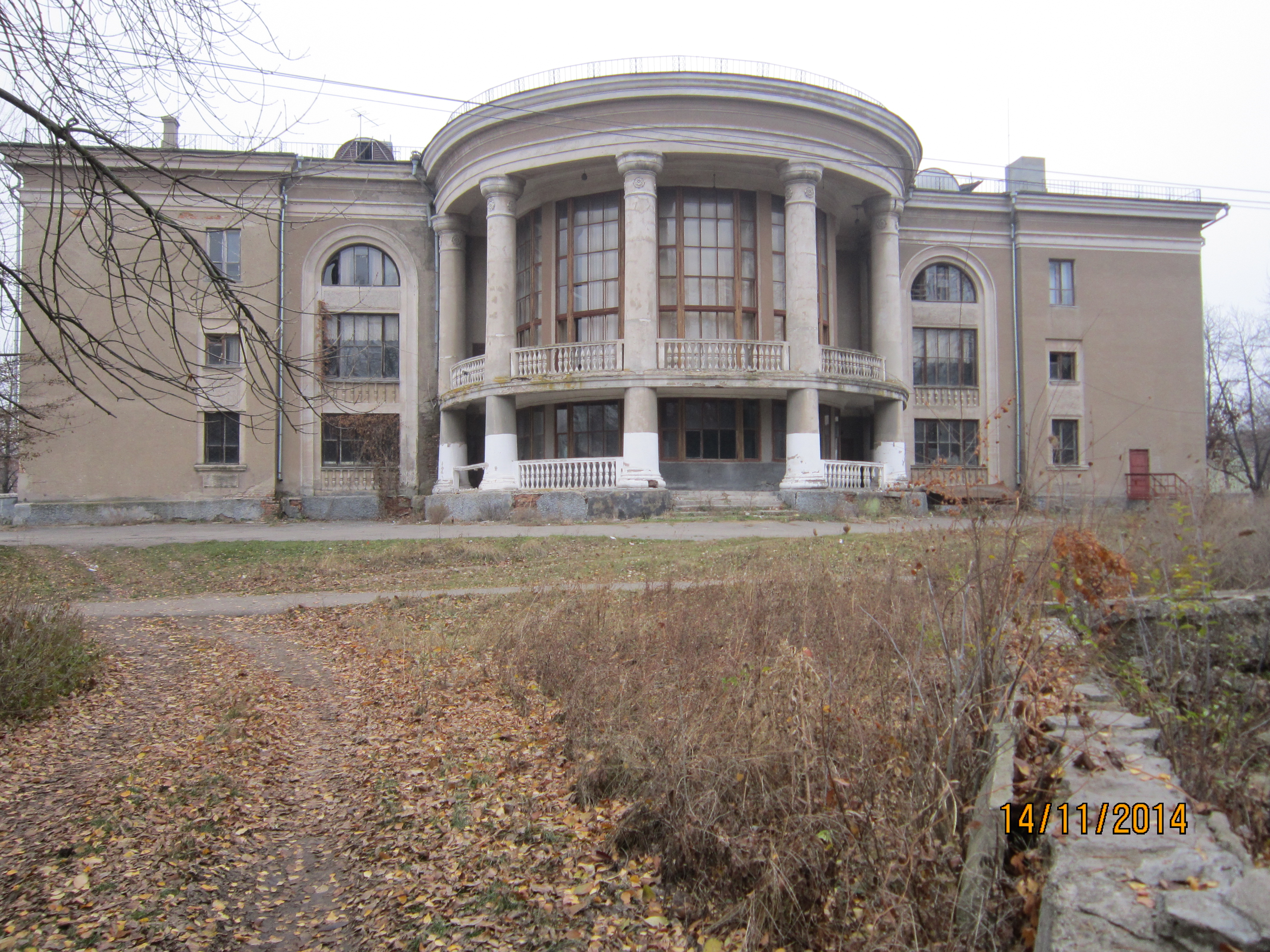
Kulturpalast im Ort

Sawallja wurde 1462 gegründet, besitzt seit 1957 den Status einer Siedlung städtischen Typs liegt im Rajon Holowaniwsk am Ufer des Südlichen Bugs an der Grenze zur Oblast Odessa 27 km südöstlich vom ehemaligen Rajonzentrum Hajworon und etwa 200 km westlich vom Oblastzentrum Kropywnyzkyj.

## Verwaltungsgliederung
Am 12. Juni 2020 wurde die Siedlung zum Zentrum der neugegründeten Siedlungsgemeinde Sawallja (Заваллівська селищна громада/Sawalliwska selyschtschna hromada). Zu dieser zählen die Siedlung städtischen Typs Salkowe und 10 in der untenstehenden Tabelle aufgelisteten Dörfer, bis dahin bildete sie die gleichnamige Siedlungsratsgemeinde Sawallja (Заваллівська селищна рада/Sawalliwska selyschtschna rada) im Südosten des Rajons Hajworon.
Am 17. Juli 2020 kam es im Zuge einer großen Rajonsreform zum Anschluss des Rajonsgebietes an den Rajon Holowaniwsk.
Folgende Orte sind neben dem Hauptort Sawallja Teil der Gemeinde:
| Name                     | Name          | Name                                 |
| ukrainisch transkribiert | ukrainisch    | russisch                             |
| ------------------------ | ------------- | ------------------------------------ |
| Beresiwka                | Березівка     | Берёзовка (Berjosowka)               |
| Klenowe                  | Кленове       | Кленовое (Klenowoje)                 |
| Mohylne                  | Могильне      | Могильное (Mohylnoje)                |
| Salkowe                  | Салькове      | Сальково (Salkowo)                   |
| Schaktschyk              | Жакчик        | Жакчик (Schaktschik)                 |
| Taschlyk                 | Ташлик        | Ташлык                               |
| Tauschne                 | Таужне        | Таужное (Tauschnoje)                 |
| Trakt                    | Тракт         | Тракт                                |
| Tschemerpil              | Чемерпіль     | Чемерполь (Tschemeropol)             |
| Tscherwoni Majaky        | Червоні Маяки | Червоные Маяки (Tscherwonyje Majaki) |
| Wilchowezke              | Вільховецьке  | Ольховецкое (Olchowezkoje)           |